# Paul-Werner-Oberschule
Die Paul-Werner-Oberschule (niedersorbisch Wuša šula Paula Wernera) ist eine Oberschule in der Stadt Cottbus in Brandenburg. Sie liegt in der Bahnhofstraße im Stadtteil Mitte, südlich der Stadtpromenade. Das Schulgebäude steht unter Denkmalschutz, in der Denkmalliste des Landes Brandenburg wird das Gebäude als Höhere Bürgerschule geführt.
Das ab 1889 im Stil der Berliner Rundbogenarchitektur errichtete Gebäude diente zunächst einer Knabenschule und ab 1950 zwei Polytechnischen Oberschulen als Unterrichtsgebäude und nach der Wiedervereinigung als Grund- und Gesamtschule. Seit dem 2. März 1999 trug die Schule den Namen Paul-Werner-Gesamtschule, 2005 wurde sie zur Oberschule umkonzipiert. Ab Juni 2006 wurde das Gebäude kernsaniert, am 1. September 2008 zog die Paul-Werner-Oberschule wieder in das Gebäude in der Bahnhofstraße ein.

## Schulgeschichte
Die Paul-Werner-Oberschule wurde 1889 nach Entwürfen des Cottbuser Stadtbaurates Schneider als Knabenschule unter dem Namen Bismarckschule gegründet und drei Jahre später zu einer Realschule umgeformt. Bereits kurz nach dem Bau wurde die Schule aus Platzmangel um einen Anbau ergänzt. 1894 fasste man einen Beschluss zum Bau einer Turnhalle südöstlich des Schulgebäudes. Zu Beginn des 20. Jahrhunderts zählte die Schule mit rund 1100 Schülern zu den größten Schulen Preußens. Der Gebäudeflügel an der Bahnhofstraße wurde 1912 erneut verlängert, außerdem wurde das Gebäude an das Stromnetz angeschlossen und die bisherige Gasbeleuchtung wurde ersetzt. 1915 wurde die Schule zur Oberrealschule und 1933 zum Reformgymnasium erhoben. Im gleichen Jahr wurde die Schule auf Bestreben der Schulleitung in Adolf-Hitler-Gymnasium umbenannt. Seit den 1930er Jahren wurde im Keller des Gebäudes eine Stadtküche betrieben.
Während des Zweiten Weltkrieges befanden sich in dem Schulgebäude auch Büros des Deutschen Roten Kreuzes. Nach Kriegsende wurde das Gebäude zunächst durch das sowjetische Militär genutzt. Ab 1950 waren in dem Gebäude die 7. Polytechnische Oberschule „Anton Makarenko“ und die 12. Polytechnische Oberschule „Juri Gagarin“ untergebracht. Im Jahr 1987 schlossen sich die beiden Polytechnischen Oberschulen zusammen. Während der beiden folgenden Jahre wurde das Schulgebäude restauriert. Die Gebäudehülle wurde dabei unter Beibehaltung des Baustils rekonstruiert, während die bauzeitliche Innenausstattung größtenteils verloren ging. Die Treppenhäuser blieben erhalten. Nach der Wiedervereinigung wurde die Schule als 15. Gesamt- und 5. Grundschule der Stadt Cottbus neu profiliert. Die Turnhalle wurde 1994 umgebaut und um einen Erweiterungsbau ergänzt.
Der Schulhof der 15. Gesamtschule wurde 1997 umgestaltet. Im folgenden Jahr zog die Grundschule aus dem Gebäude aus; die Gesamtschule erhielt am 2. März 1999 den neuen Namen Paul-Werner-Gesamtschule. Benannt ist die Schule nach Paul Werner, einem ehemaligen Bürgermeister von Cottbus. 2005 wurde das Schulprofil zu einer Oberschule geändert. Ab Juni 2006 wurden umfangreiche Sanierungsmaßnahmen an dem Gebäude in der Bahnhofstraße 11 begonnen, dabei wurde das äußere Erscheinungsbild der Schule teilweise verändert. Die Paul-Werner-Oberschule zog für den Zeitraum der Bauarbeiten in die Erich-Weinert-Straße 8 um. Nach Abschluss der Bauarbeiten wurde das Gebäude am 1. September 2008 dem damaligen Schulleiter übergeben.

## Architektur

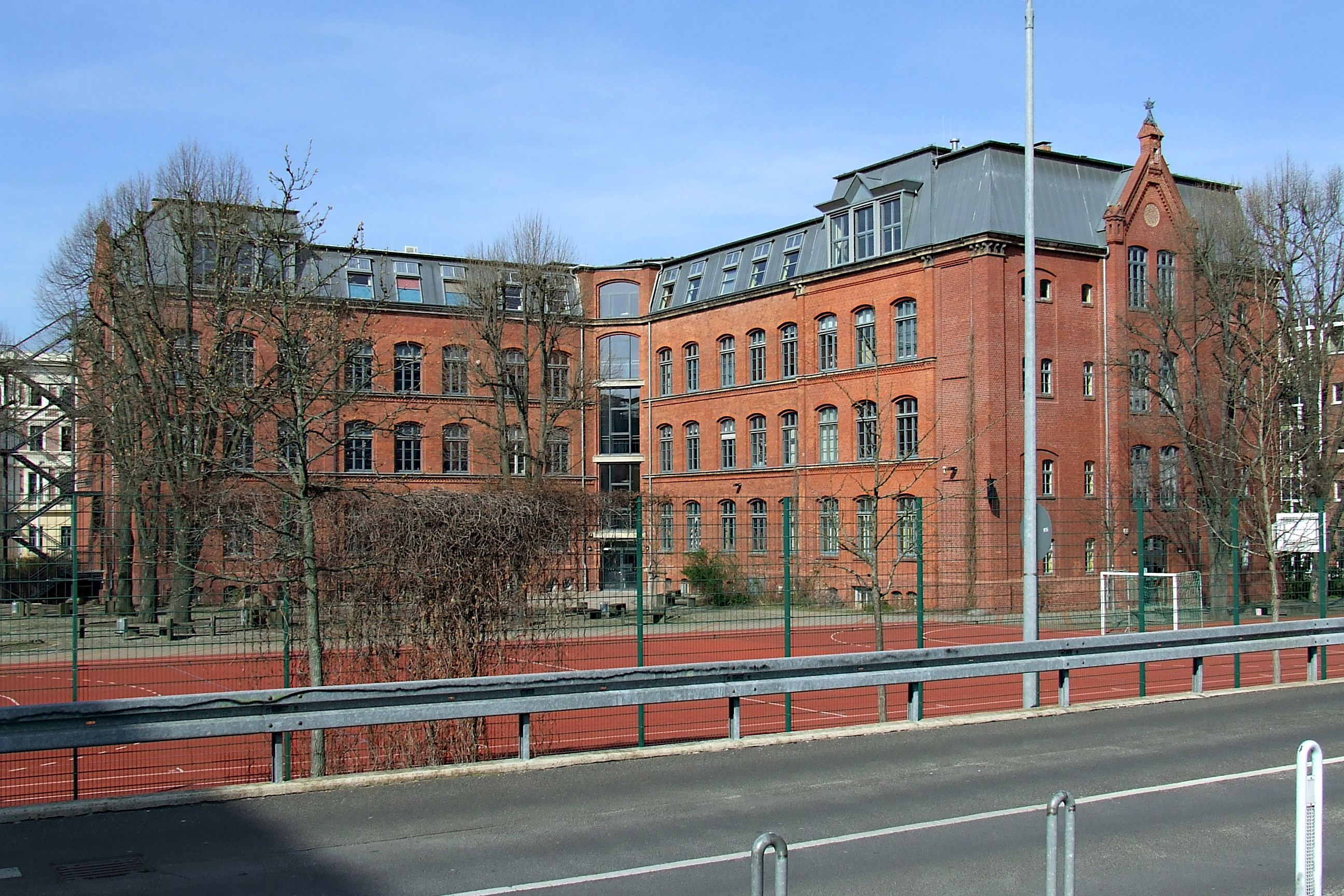
Gebäuderückseite mit Schulhof

Das Schulgebäude ist ein zweiflügeliger, dreigeschossiger Ziegelbau mit steilem Mansarddach. Die zur Straße zeigenden Dachhäuschen sind teilweise in ihrem bauzeitlichen Erscheinungsbild erhalten. In dem schrägen Eckrisalit befindet sich eine achteckige Eingangshalle mit kreuzgratgewölbter Decke. Der Eingangsbereich ist durch überhöhte Rundbogenfenster hervorgehoben. Zwischen den Geschossen liegen teils mit Ornamentfries bestückte Gesimse aus Sandstein. Das Dach wurde bei der Sanierung 2007 modernisiert. Im Inneren des Gebäudeblocks liegen der Schulhof und die Turnhalle, der Schulhof ist an der Westseite durch einen Lanzettenzaun aus der Bauzeit begrenzt.

## Schulprofil
Die Paul-Werner-Oberschule ist eine offene Ganztagsschule. Sie bietet folgende Abschlüsse an:
- Erweiterter Hauptschulabschluss (Berufsbildungsreife)
- Realschulabschluss
- Fachoberschulreife mit Berechtigung zum Besuch der gymnasialen Oberstufe

An der Paul-Werner-Oberschule werden die Schüler teilweise in fachleistungsdifferenzierten Kursen und teilweise im Klassenverband unterrichtet. In der siebten Klasse erfolgt die Fachleistungsdifferenzierung in dem Fach Mathematik sowie in der ersten Fremdsprache (Englisch), ab der achten Klasse zusätzlich in Deutsch und ab der neunten Klasse zusätzlich in Chemie oder Physik. Vor Beginn der siebten Klasse sowie vor Beginn der neunten Klasse wählen die Schüler jeweils ein Wahlpflichtfach. Dabei stehen vor der siebten Klasse die Fächer Darstellen & Gestalten, WAT, Naturwissenschaften und eine zweite Fremdsprache (Französisch, Russisch oder Sorbisch) und vor der neunten Klasse Informatik, Kunst, eine zweite bzw. dritte Fremdsprache (Französisch oder Russisch), Astronomie und Sport zur Auswahl. Die Fächer Biologie, Erdkunde, Geschichte, LER, Musik und Politische Bildung werden im Klassenverband unterrichtet.

## Bekannte Absolventen
- Max Duch (1905–1988), Chemiker